# Нірмал Чандра Сінха
Нірмал Чандра Сінха (1911—1997) ― індійський тибетолог, письменник, директор-засновник Сіккімського науково-дослідного інституту тибетології (SIRT), нині відомого як Інститут тибетології Намг'ял, поблизу Гангтока. Він відомий своїм внеском у вивчення буддизму та документуванням історії Тибету та інших держав Центральної Азії. У 1971 році уряд Індії нагородив його Падма Шрі, четвертою за значенням індійською цивільною нагородою.

## Біографія
Нірмал Чандра Сінха народився в 1911 році в Ранчі, столиці індійського штату Джаркханд, колишній Біхар. Отримав ступінь магістра в Президентському коледжі в Калькутті. Працював професором історії в коледжі Бехрампур. У 1955 р. був призначений культурним аташе при політичному управлінні (резидентурі). Працюючи на цій посаді, він відвідав Тибет у 1956 році в складі індійської делегації, яка відвідала країну для запрошення Далай-лами. Після цього він працював в Індійському архіві, де мав можливість працювати під керівництвом відомого педагога та колишнього міністра освіти Союзу Трігуни Сена. У 1958 році, коли було засновано Сіккімський науково-дослідний інститут тибетології, нинішній Інститут тибетології Намг'ял (NIT), Сінга був призначений його директором. Він працював там до свого виходу на пенсію в 1987 році, після чого переїхав до Сілігурі та обійняв посаду столітнього професора міжнародних відносин в Університеті Калькутти.

## Дивитись також
- Інститут тибетології Намг'ял